# 醋酸地塞米松
醋酸地塞米松是一种治疗过敏性和自體免疫性炎症性的白色乳膏。主要应用于局限性瘙痒症、神经性皮炎、接触性皮炎等疾病的激素类药物。